# Janeiro de Cima
Janeiro de Cima is een plaats (freguesia) in de Portugese gemeente Fundão en telt 352 inwoners (2001).